# Smogo et Smogogo
Smogo (ドガース, Dogars, dans les versions originales en japonais) et son évolution, Smogogo (マタドガス, Matadogas), sont deux espèces de Pokémon de première génération.
Issus de la célèbre franchise de médias créée par Satoshi Tajiri, ils apparaissent dans une collection de jeux vidéo et de cartes, dans une série d'animation, plusieurs films, et d'autres produits dérivés, ils sont imaginés par l'équipe de Game Freak et dessinés par Ken Sugimori. Leur première apparition a lieu au Japon en 1996, dans les jeux vidéo Pokémon Vert et Pokémon Rouge. Ces deux Pokémon sont tous du type poison et occupent respectivement les 109e et 110e emplacements du Pokédex, l'encyclopédie fictive recensant les différentes espèces de Pokémon.

## Création
La franchise Pokémon, développée par Game Freak pour Nintendo et introduite au Japon en 1996, tourne autour du concept de capture et d'entraînement de 150 espèces de créatures appelées Pokémon, afin de les utiliser pour combattre des Pokémon sauvages et ceux d'autres dresseurs Pokémon, qu'il s'agisse de personnages non-joueurs ou d'autres joueurs humains. La puissance des Pokémon au combat est déterminée par leurs statistiques d'attaque, de défense et de vitesse et ils peuvent apprendre de nouvelles capacités en accumulant des points d'expérience ou si leur dresseur leur donne certains objets.

### Conception graphique
La conception de Smogo et de Smogogo est le fait, comme pour la plupart des Pokémon, de l'équipe chargée du développement des personnages au sein du studio Game Freak. Leur apparence est finalisée par Ken Sugimori pour la première génération des jeux Pokémon, Pokémon Rouge et Pokémon Vert, sortis à l'extérieur du Japon sous les titres de Pokémon Rouge et Pokémon Bleu,. 

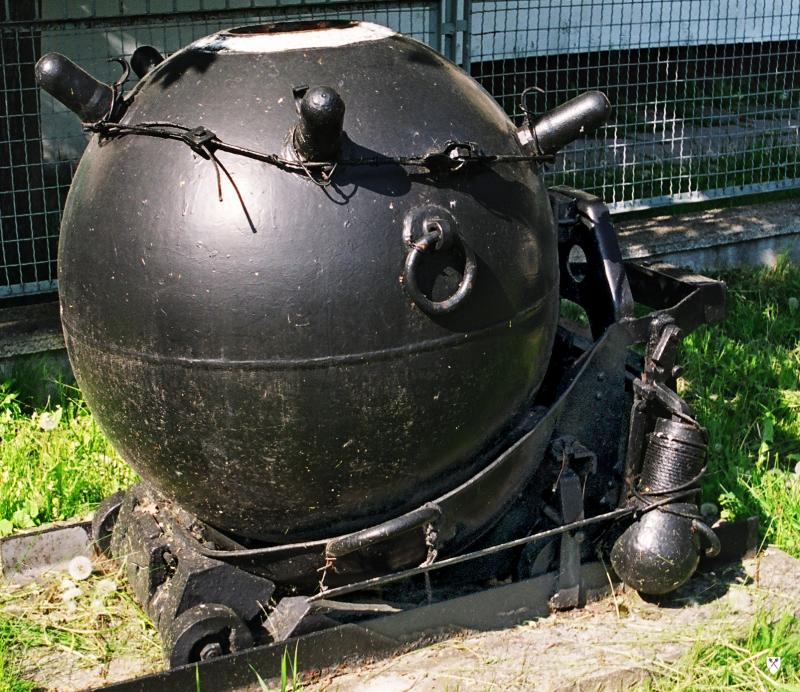
La mine navale pourrait être la source d'inspiration des deux Pokémon.

Nintendo et Game Freak n'ont pas évoqué les sources d'inspiration de ces Pokémon. Néanmoins, certains fans avancent que les deux Pokémon pourrait être basés sur une mine navale, du fait qu'ils peuvent flotter et exploser.

### Étymologie
Smogo et Smogogo sont initialement nommés Dogars (ドガース, Dogāsu) et Matadogas (マタドガス, Matadogasu) en japonais. Ces noms sont ensuite adaptés dans trois langues lors de la parution des jeux en Occident : anglais, français et allemand ; le nom anglais est utilisé dans les autres traductions du jeu.
Nintendo choisit de donner aux Pokémon des noms « astucieux et descriptifs », liés à l'apparence ou aux pouvoirs des créatures, lors de la traduction des jeux ; il s'agit d'un moyen de rendre les personnages plus compréhensibles pour les enfants, notamment américains. Dogars est renommé « Koffing » en anglais, « Smogon » en allemand et « Smogo » en français, et Matadogas devient « Weezing » en anglais, « Smogmog » en allemand et « Smogogo » en français. Selon IGN, Koffing serait une déformation de « coughing » (toux en français) et Weezing de « wheezing » (respiration bruyante). Selon Pokébip, les noms français seraient des mots-valises composés pour tous les deux du mot anglais « smog » (brouillard) puis de « go » et de « gogo ».
À l'origine, la succursale de Nintendo aux États-Unis souhaitait appeler les deux Pokémon : « NY », comme New York et « LA », comme Los Angeles. Les noms n'ont pas été conservés sûrement à cause de nom de marque.

## Description
Ces deux Pokémon sont l'évolution l'un de l'autre : Smogo évolue en Smogogo. Dans les jeux vidéo, cette évolution survient en atteignant le niveau 35,.
Comme pratiquement tous les Pokémon, ils ne peuvent pas parler : lors de leurs apparitions dans les jeux vidéo tout comme dans la série d'animation, ils ne peuvent pas parler et ne sont seulement capables de communiquer verbalement en répétant les syllabes de leur nom d'espèce en utilisant différents accents, différentes tonalités, et en rajoutant du langage corporel.

### Smogo
Smogo est un Pokémon de type poison et est issu de la première génération. Il occupe la cent-neuvième place du Pokédex. Il est continuellement en lévitation grâce à la quantité exacte de gaz qu'il relâche constamment. 

### Smogogo
Smogogo est un Pokémon de type poison et occupe la cent-dixième place du Pokédex. Étant l'évolution de Smogo, il possède deux têtes. D'après les scientifiques, les Smogogo à trois têtes sont biens existants mais forts bien rares. 

### Smogogo de Galar
Smogogo de Galar est un Pokémon issu de la huitième génération. Il est de type poison et fée. Il est l'évolution des Smogo vivant à Galar. "Anormalement", au lieu de rejeter des gaz putrides et fétides, il relâche de l'air pur.

## Apparitions

### Jeux vidéo
Smogo et Smogogo apparaissent dans la série de jeux vidéo Pokémon. D'abord en japonais, puis traduits en plusieurs autres langues, ces jeux ont été vendus à plus de 200 millions d'exemplaires à travers le monde. Ils font leur première apparition le 27 février 1996, dans les jeux japonais Pocket Monsters Aka (ポケットモンスター 赤, Poketto Monsutā Aka, Pocket Monsters Rouge) et Pocket Monsters Midori (ポケットモンスター 緑, Poketto Monsutā Midori, Pocket Monsters Vert) (remplacé dans les autres pays par la version Bleue). Depuis la première édition de ces jeux, Sabelette et Sablaireau sont réapparus dans les versions or, argent, cristal, rubis, saphir, émeraude, rouge feu, vert feuille, platine, noir 2 et blanc 2.
Il est possible d'avoir un œuf de Smogo en faisant se reproduire deux Pokémon dont au moins un Smogo ou un Smogogo femelle. Cet œuf éclot après 5 120 pas, et un Smogo de niveau 5 (niveau 1 dans les dernières générations) en sort. Smogo et Smogogo appartiennent au groupe d'œuf amorphe et ont la capacité « Lévitation » qui permet d'éviter les attaques de type sol.
Smogo apparait également dans Pokémon Snap.

### Série télévisée et films
La série télévisée Pokémon ainsi que les films sont des aventures séparées de la plupart des autres versions de Pokémon et mettent en scène Sacha en tant que personnage principal. Sacha et ses compagnons voyagent à travers le monde Pokémon en combattant d'autres dresseurs Pokémon. Smogo apparait pour la première fois au deuxième épisode, il s'agit du Pokémon de James, de la Team Rocket, en compagnie du Abo de Jessie. Le Pokémon est utilisé par sa dresseur jusqu'à l'épisode 31, Barrage contre Pokémon ! où celui-ci évolue, tout comme Abo. Le dresseur le libère à l'épisode Le Voleur volé. Durant la sixième saison, un voleur de Pokémon met en cage des Abo et des Smogo, Jessie et James, ayant les mêmes Pokémon partent sauver ces Pokémon. Cependant en étant impuissant face au Tyranocif du voleur, les dresseurs de la Team Rocket incitent leur Pokémon et les Pokémon sauvages à s'enfuir.